# コムエアー5191便離陸失敗事故
コムエアー5191便離陸失敗事故（コムエアー5191びんりりくしっぱいじこ）とは、2006年8月27日にアメリカ合衆国で発生した航空事故である。
ブルーグラス空港からハーツフィールド・ジャクソン・アトランタ国際空港へ向かっていたコムエアー5191便（ボンバルディア CRJ-100ER）が離陸に失敗し、乗員乗客50人中49人が死亡した。

5191便は滑走路22からの離陸を許可されたが、パイロットは誤って滑走路26からの離陸を行った。滑走路26はCRJ-100が安全に離陸するのには短すぎたため、機体は浮遊する前に滑走路をオーバーランした。事故時に操縦していたのは副操縦士で、彼は事故の唯一の生存者だった。国家運輸安全委員会は最終報告書で事故の原因がパイロットエラーである可能性が高いと述べた。

## 飛行の詳細

### 事故機

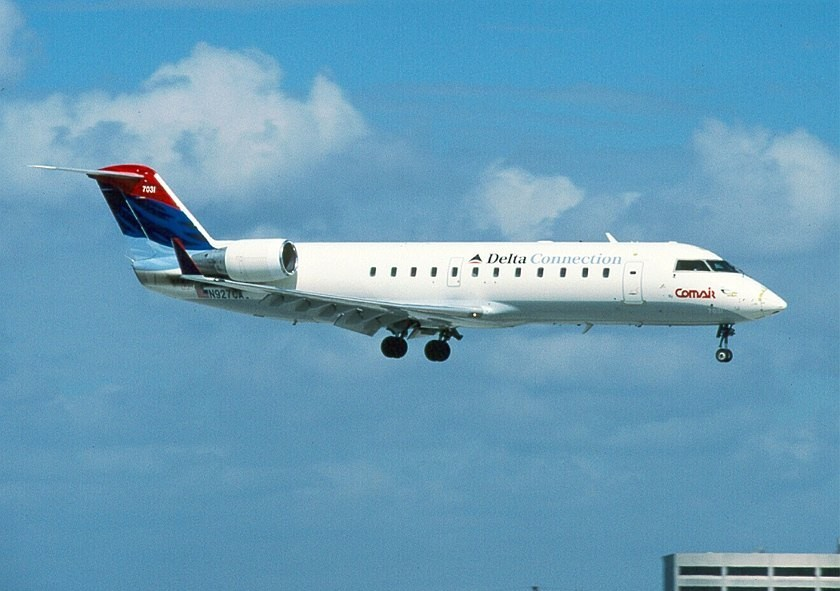
同型機のCRJ-100ER

事故機のボンバルディア CRJ-100ER（N431CA）は、製造番号7472として2001年にカナダで製造された。同年1月30日にコムエアーに納入され、総飛行時間は12,048時間、14,536サイクルを経験していた。離陸時の重量、及び重心は許容範囲内に収まっていた。

### 乗員
機長は35歳の男性だった。総飛行時間は4,710時間で、CRJ-100では3,082時間の経験があり、そのうち1,567時間が機長としての乗務だった。2004年1月14日にCL-65での飛行資格を得ており、直近の飛行検査は2006年5月12日に行われていた。このときの検査でのスコアは3/4で、標準的なスコアであったと検査官を務めたパイロットは述べた。2006年8月25日と26日に機長と6回の飛行を行ったパイロットは、機長の性格について話しやすく、クルー・リソース・マネジメント（CRM）に基づく良い雰囲気作りを行っていたと証言した。また、2006年8月上旬に機長と乗務した別のパイロットは機長は標準的な手順に従って、適切なタイミングでチェックリストを実行していたと話した。2004年9月以降、機長はブルーグラス空港から6回の離着陸を行っていた。
副操縦士は44歳の男性だった。総飛行時間は6,564時間で、そのうち940時間が機長としての乗務で、CRJ-100では3,564時間の経験があった。副操縦士は1997年3月にガルフストリーム・インターナショナル航空に入社し、ビーチクラフト 1900の機長及びシミュレーター訓練のインストラクターとして勤務していた。副操縦士としてコムエアーに雇用されたのは2002年3月で、勤務は主にジョン・F・ケネディ国際空港を中心とするものだった。2004年9月以降、副操縦士はブルーグラス空港から12回の離着陸を行っていた。2005年11月3日にCL-65での飛行資格を得ており、直近の飛行検査は2006年4月6日に行われていた。検査官を務めた機長は、検査では特に目立った問題はなかったと証言した。2006年8月25日に乗務を行った機長は、副操縦士は飛行中の状況をよく認識していたと話した。また、2006年8月9日から13日に回の飛行を行った機長は副操縦士が良いCRMをしており、状況認識も適切で、ステライル・コックピット・ルールなどの規則も守っていたと述べた。
機長、副操縦士のどちらともに医療面や生活面での問題は見られなかった。また、2人についての聞き取りで操縦やコミュニケーションに問題があったという否定的な証言は無かった。

### 乗客
| 国籍           | 乗客 | 乗客 | 乗員 | 乗員 | 合計 | 合計 |
| 国籍           | 合計 | 死者 | 合計 | 死者 | 合計 | 死者 |
| -------------- | ---- | ---- | ---- | ---- | ---- | ---- |
| アメリカ合衆国 | 42   | 42   | 3    | 2    | 45   | 44   |
| カナダ         | 3    | 3    | -    | -    | 3    | 3    |
| 日本           | 2    | 2    | -    | -    | 2    | 2    |
| 合計           | 47   | 47   | 3    | 2    | 50   | 49   |

事故機の客席数は50席で、事故時には47人の乗客が搭乗していた。乗客の多くはレキシントン在住のアメリカ人だった。この中には前日に結婚し、新婚旅行でカリフォルニアを旅行していた日本人の若いカップルが含まれていた。事故により乗客47人全員と機長、客室乗務員の合計49人が死亡し、副操縦士のみが生還した。2006年8月29日、コムエアーは搭乗者のリストを公開した。
唯一の生存者である副操縦士は複数箇所の骨折、気胸、大量出血などの怪我を負っていた。彼は手術により左足を切断することとなった。また、事故により脳に損傷をおっており、医師はこれにより事故前後の記憶を失っていると診断した。2012年5月時点で副操縦士は車椅子を使用していた。

## 事故の経緯

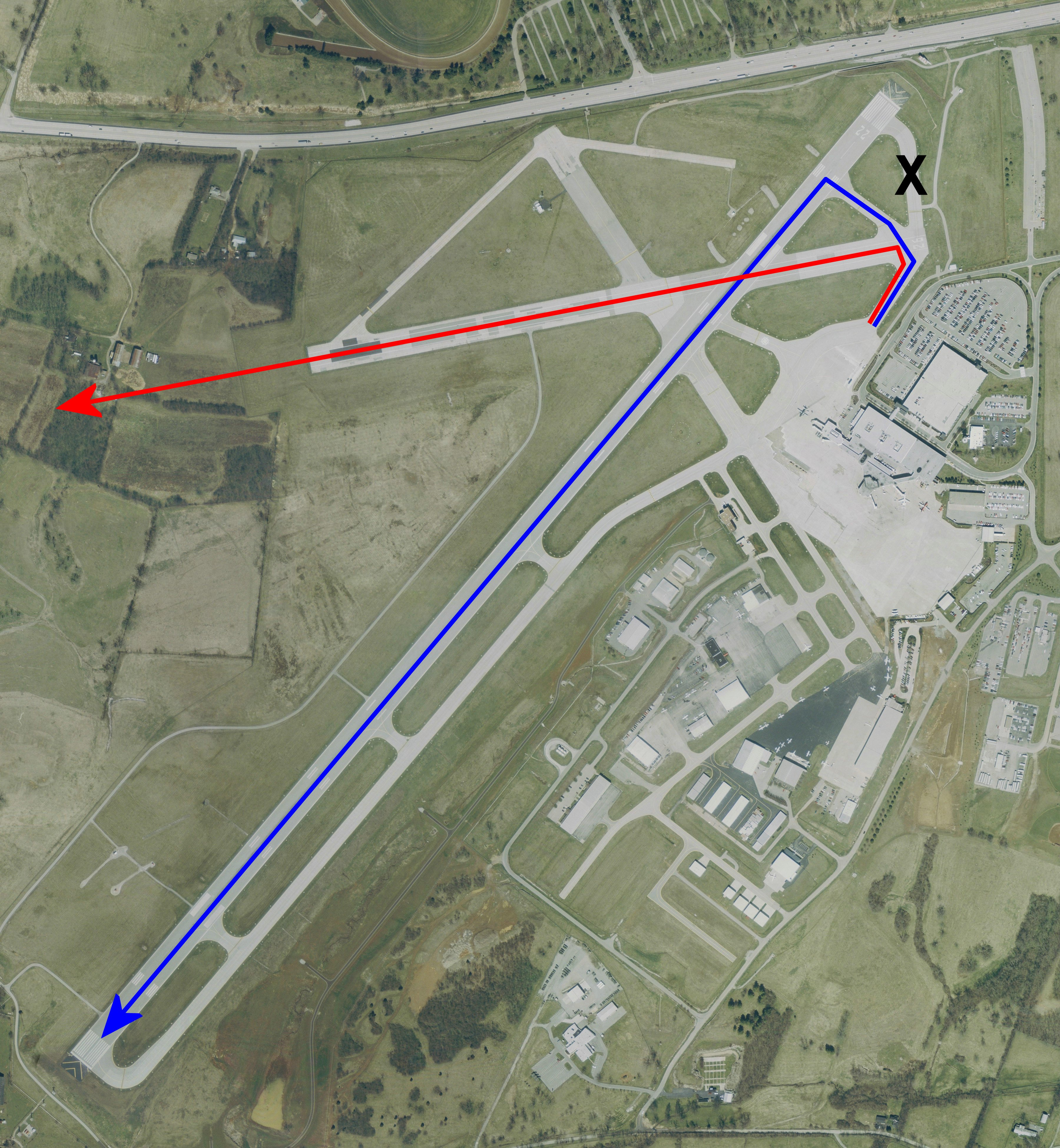
ブルーグラス空港を上空から写した写真
赤の矢印が滑走路26へ向かった事故機の経路、矢印の末端がおおよそ最終的に機体が停止した地点
青の矢印が滑走路22から離陸する場合の経路
X は閉鎖されていた誘導路。

EDT6時02分17秒、5191便は滑走路へのタキシングを開始した。事故当時はまだ夜が明けておらず、辺りは暗かった。コックピットボイスレコーダー（CVR）の記録によれば、5191便は7,003フィート (2,135 m)の長さがある滑走路22からの離陸許可を得ていた。これに対して機長は「滑走路22（Runway two-two）」と返答した。事故当時、ブルーグラス空港では滑走路安全区域の工事が行われていたため、誘導路1本が使用不能となっており、タキシングの経路が変更されていた。パイロットは経路を誤り、3,500フィート (1,100 m)の長さの滑走路26へ正対し、副操縦士が離陸滑走を開始した。
事故機の推定離陸重量は49,087ポンド (22,265 kg)であった。製造元のボンバルディアの計算によれば、離陸速度は138ノット (256 km/h)で、3,744フィート (1,141 m)の滑走距離が必要だった。100ノット (190 km/h)付近まで加速したとき、副操縦士は「照明が着いて無いのはおかしい（That is weird with no lights）」と滑走路の照明が点灯していないことを指摘した。機長はこれに対して「ああ（Yeah）」と返答したが、離陸中止などについては検討しなかった。
6時06分31秒、機体が131ノット (243 km/h)まで加速した時に機長は「V1、ローテート、うわ（V1, rotate, whoa）」と発言した。しかし、フライトデータレコーダー（FDR）の記録によれば、機長がV1とローテートをコールした時点では機体はまだ離陸速度に達していなかった。操縦桿が限界位置まで引かれたが機体は離陸せず、滑走路をオーバーランした。5191便は滑走路端から265フィート (81 m)離れた場所にあった盛り土に衝突し、20フィート (6.1 m)ほど浮揚した。6時06分36秒、機体は滑走路の900フィート (270 m)先にある木々に衝突し、大破しながら停止した。搭乗者のほとんどは衝撃により即死した。また、事故により火災が発生し、機体の大部分が焼失した。

## 事故調査

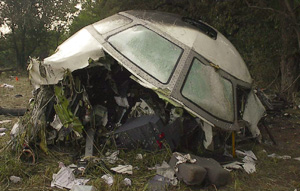
コックピットの残骸

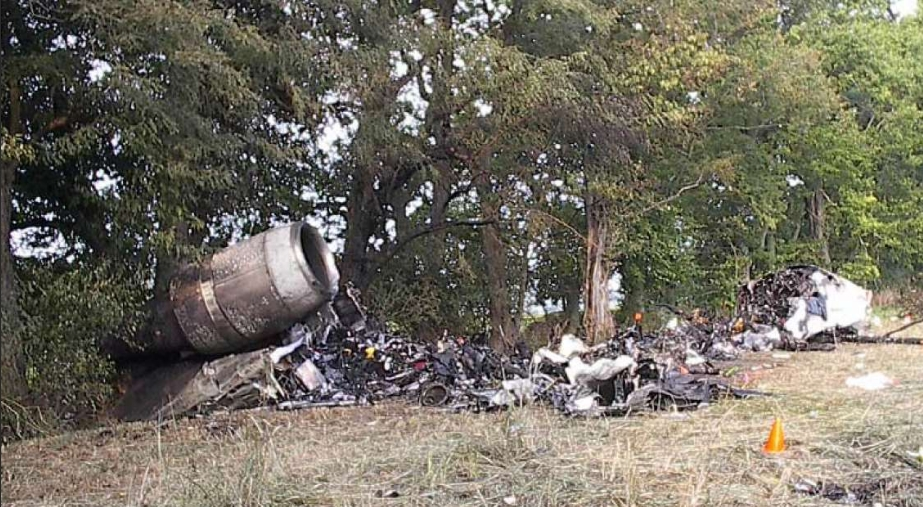
事故現場の全容

国家運輸安全委員会（NTSB）が事故調査を行った。2007年1月17日、NTSBはCVR記録を含む複数の報告書を公表した。同年7月、コムエアーのフライト・インストラクターはパイロット達がステライル・コックピット・ルールに従わなかったため事故が起きたと述べた。7月26日、NTSBは理事会で以下のことを述べた。

NTSBはパイロットがタキシング中に自機の位置を認識できず、正しい滑走路にいるかどうかなどのクロスチェックを怠ったことがこの事故の推定原因である。また事故の要因として、タキシング中にパイロットが飛行と関係ない話をしていたことや、連邦航空局が滑走路を横断する際に、特定の管制官が許可を与えるよう要求していなかったことを挙げた。これらの要因により、パイロットは自機の走行位置に関する状況認識を喪失した。

### 余波
調査の過程で連邦航空局（FAA）は、ブルーグラス空港の管制官が規定違反を行っていたことを発見した。規則では、夜間業務を行う際には最低2人の管制官を勤務させることとなっていた。しかし事故当時は1人しか管制塔に居なかった。2006年8月30日、FAAはレキシントンと同程度の規模がある全ての空港の管制塔に2人以上の管制官を常駐させると発表した。
事故後、コムエアーのパイロット全員の持つブルーグラス空港の見取り図が工事前のもので、工事による変更点などが示されていなかったことが判明した。しかしNTSBは、この事は事故に寄与しなかったとした。空港の工事は事故現場や証拠の保全のため、一時的に中断された。
2007年4月、NTSBは4つの安全勧告を発令した。これには管制官の疲労に関することや航空機に対して管制業務を行っている際にその他の仕事をしないことなどが求められた。同月、FAAは滑走路のホールド位置につく前にパイロットが自機の位置を確認するよう求める安全勧告を発令した。また、翌5月にFAAは夜間の滑走路照明に関するガイダンスをパイロットに対して行う必要があると述べた。

## 事故後

ケンタッキー大学樹木園に建てられた記念碑

2006年8月31日、レキシントン・オペラハウスで追悼式が行われた。また、ケンタッキー大学樹木園に記念碑が建設された。
2012年5月、副操縦士は空港、及び滑走路と誘導路の照明を設計した業者を訴えた。一方、乗客の遺族のうち21人が副操縦士に対して訴訟を起こした。副操縦士の弁護士であるウィリアム・E・ジョンソン（William E. Johnson）は、乗客側の寄与過失について指摘した。この事について原告側の弁護士であるデイビット・ロイズ（David Royse）が聞くと、ジョンソンは「ブルーグラス空港の滑走路を改善することの必要性について多くのマスコミが報道しており、危険な状態に気付けたはずだ」と述べた。ジョンソンが寄与過失について指摘した時点で、彼はまだ副操縦士と面会しておらず、事故原因も特定されていなかった。ロイズはこの指摘を批判し、ジョンソンは「詳細に調査した結果、これは適切な弁解ではなかったと」言い、この主張を撤回すると述べた。
コムエアーはデルタ航空の子会社であったため、責任を負うか否か議論された。2008年7月、合衆国地方裁判所のカール・スピルマン・フォレスターはコムエアーが独自のポリシーに従い、管理などを行っていたことからデルタ航空に責任はないとした。翌年12月、フォレスターはこの事故の原因はコムエアーのパイロットの過失によるものであると判決を下した。
2009年3月、ブルーグラス空港の滑走路8/26は閉鎖された。翌年8月4日、長さが4,000フィート (1,200 m)の滑走路9/27がブルーグラス空港に新設された。なお、この滑走路は滑走路22とは接続されていない。
事故により犠牲となった乗客47人中45人の遺族がコムエアーを訴えた。コムエアーが空港当局とFAAに対して起こし訴訟はそれぞれが補償金を共有するべきとされた。また、空港当局に対する訴訟は主権免除を理由に却下された。この判決はケンタッキー州最高裁判所も支持した。コムエアーがアメリカ合衆国に対して起こした訴訟では、事故の責任の22%をアメリカ合衆国が、78%をコムエアーが担うことで和解した。
2009年12月7日、コムエアーに対して犠牲者のブライアン・ウッドワード（Bryan Woodward）の遺族に対して、710万ドルの補償的損害賠償の支払いを命ずる判決が下された。この判決を不服としたコムエアーは再審を求めたが、2010年4月2日に棄却された。ウッドワードの訴訟はHebert v. Comairとして知られており、懲罰的損害賠償裁判が2010年7月19日に行われた。

## 同様の事故

### ブルーグラス空港における事故
ブルーグラス空港では同様の事故が事故の前後にも発生していた。
- 1993年、滑走路22からの離陸許可を得た旅客機が誤って滑走路26へ進入した。この時はパイロットも管制官も間違いに気付き、事なきを得た。同機はその後、滑走路22から離陸した[63]。
- 2007年1月、滑走路22からの離陸許可を得たリアジェットが誤って滑走路26に進入した。管制官は離陸滑走前に間違いに気付き、離陸許可を取り消した[64]。

## 映像化
- メーデー!:航空機事故の真実と真相 第19シーズン第3話「Tragic Takeoffs」